# Jessica Paré
Jessica Paré (Montréal, 5 dicembre 1980) è un'attrice canadese.
È nota per aver interpretato il ruolo di Megan Calvet nella serie televisiva Mad Men, ruolo che le è valso diverse candidature e un Lucy Awards nel 2013. Tra gli altri suoi ruoli più noti, figurano quelli di: Tina Menzhal nel film Stardom (2000); Tori Moller nel film L'altra metà dell'amore (Lost and Delirious, 2001); Kimberly nel film Bollywood/Hollywood (2002); Eleonore Denuelle nella miniserie televisiva Napoléon (2002); Courtney Benedict nella serie televisiva Jack & Bobby (2005); Mandy Ellis nella serie televisiva SEAL Team (2017-).

## Biografia

### Primi anni
Jessica Paré nasce a Montréal, in Québec, Canada, figlia di Anthony Paré, ex presidente del dipartimento dell'educazione all'Università McGill, e di Louise Mercier, un'interprete. Cresce a Montréal nelle vincinanze di Notre-Dame-de-Grâce assieme a tre fratelli. Il padre di Jessica Paré è un attore e insegnante di recitazione, che recita in una compagnia di teatro, mentre la madre recita in produzioni amatoriali. Lo zio Paul è un comico che recita nella compagnia The Vestibules. Durante la sua infanzia, Jessica segue spesso il padre alle prove e comincia a provare interesse per la recitazione aiutandolo a imparare le battute per una produzione de La tempesta di William Shakespeare. Tra i suoi antenati vi figurano il trisnonno Alphonse Paré, un ingegnere minerario; i prozii Noah e Henry Timmins, influenti finanzieri minerari; la drammaturga, scrittrice di narrativa, saggista e attrice irlandese del XVIII secolo Elizabeth Griffith; il di lei figlio, il politico Richard Griffith.
Jessica Paré frequenta la scuola privata cattolica Villa Maria di Montréal. Successivamente studia recitazione alla TheatreWorks, negli Stati Uniti, partecipando a una mezza dozzina di produzioni teatrali amatoriali durante la sua adolescenza, recitando in ruoli quali Lady Marian in Robin Hood e Lucy in The Lion, the Witch and the Wardrobe.
La prima apparizione di Jessica Paré in una produzione televisiva, avviene quando è ancora una bambina, nel primo episodio della serie televisiva The Baby-Sitters Club, del 1990, tratta dall'omonima serie di rimanzi della scrittrice statunitense Ann M. Martin. Nove anni dopo, durante il suo ultimo anno di liceo, appare in un piccolo ruolo nel film per la televisione diretto da Michael Poulette Bonanno - La storia di un padrino (Bonanno - A Godfather's Story, 1999), il che la convince a intraprendere definitivamente la carriera di attrice. Lo stesso anno ottiene inoltre un piccolo ruolo in un episodio della serie televisiva horror Un lupo mannaro americano a scuola (Big Wolf on Campus) e nel film francese diretto da Yves Hanchar En vacances (2000). Decide così di abbandonare il suo corso di belle arti al Dawson College di Montréal e continuare a recitare. Ad un certo punto lavora come assistente di un fotografo che realizza servizi fotografici automobilistici.

### Anni duemila

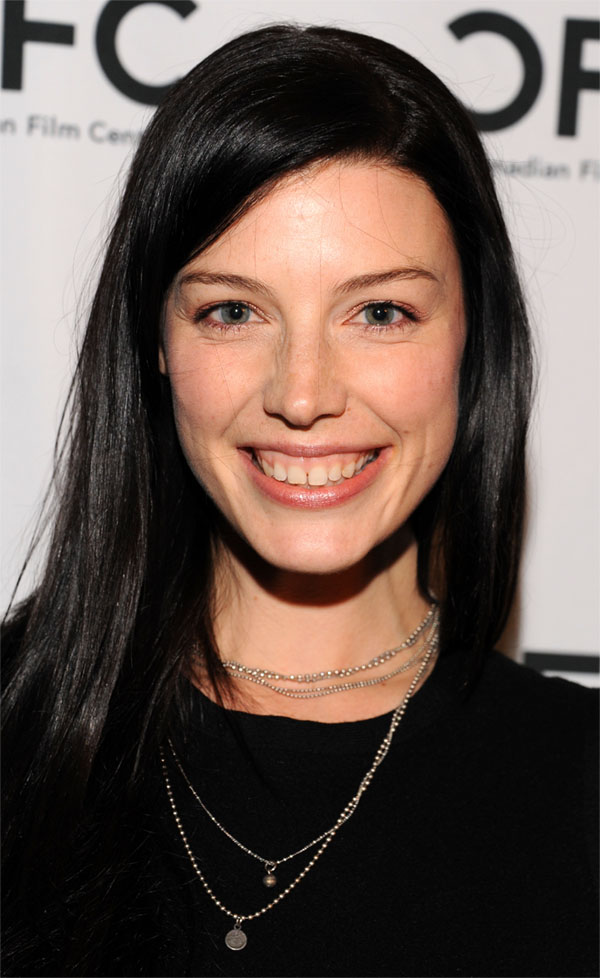
Jessica Paré nel 2012

Jessica Paré viene quindi scelta dal regista Denys Arcand, dopo un provino per una piccola parte, per la parte della protagonista del film indipendente Stardom (2000). Nella pellicola interpreta un'ingenua giocatrice di hockey su ghiaccio che viene lanciata verso la celebrità internazionale come top model. La commedia satirica chiude il Festival di Cannes del 2000 con recensioni contrastanti da parte della critica. Dopo l'uscita del film Jessica Paré diviene così la it girl dell'industria cinematografica canadese.
La successiva interpretazione di Jessica Paré è nel film del 2001 L'altra metà dell'amore (Lost and Delirious), la storia di due giovani amanti lesbiche ambientata in un collegio. Il film debutta con recensioni contrastanti al Sundance Film Festival. L'interpretazione di Jessica Paré e delle coprotagoniste Mischa Barton e Piper Perabo viene comunque ampiamente apprezzata. Nel 2002 Jessica Paré compare nei primi due episodi della miniserie televisiva diretta da John N. Smith, Random Passage (2002), basta su una serie di racconti pluripremiati di Bernice Morgan. Nello stesso anno recita in due episodi della miniserie televisiva francese Napoléon, diretta da Yves Simoneau e interpretata da Christian Clavier, nel ruolo dell'Imperatore, e da Isabella Rossellini, nel ruolo di Joséphine de Beauharnais. Jessica Paré vi interpreta il ruolo di Eleonore Denuelle, amante di Napoleone Bonaparte e madre del figlio dell'Imperatore, Carlo Leone Denuelle. Ancora nel 2002 appare in un cameo come cantante pop nel film diretto da Deepa Mehta Bollywood/Hollywood. L'anno seguente interpreta la ragazza di una gang nel trhiller dirett da Katie Tallo Posers, dopo di che, nel 2004, appare nel film per la televisione diretto Jerry Ciccoritti per la CTV, The Death and Life of Nancy Eaton, nella piccola parte dell'erede assassinata Nancy Eaton.
Nel 2004 Jessica Parè fa il suo debutto a Hollywood con una parte nel film diretto da Paul McGuigan, Appuntamento a Wicker Park (Wicker Park). Lo stesso anno interpreta Rita Amherst nella miniserie televisiva diretta da Jerry Ciccoritti, La terra del ritorno (Lives of the Saints) e il mockumentary di David M. Rosenthal, See This Movie. Ha inoltre una parte nella serie drammatica giovanile della rete televisiva The WB, Jack & Bobby, che racconta la storia di due ragazzi, uno dei quali diverrà presidente degli Stati Uniti, e dove la Paré vi interpreta Courtney Benedict, destinata a diventare la first lady.
Nel 2007 Jessica Paré gira il pilota della serie Protect and Serve, che sarà poi distribuito come film per la televisione, è coprotagonista della commedia romantica franco-canadese diretta da Jennifer Devoldère, Jusqu'à toi e ottiene un piccolo ruolo nella commedia del 2008 diretta da Jacob Tierney e girata a Montréal, The Trotsky. Nello stesso anno gira la commedia horror a tema vampiresco scritta e diretta da Rob Stefaniuk, Suck, nel quale interpreta Jennifer, bassista di un gruppo rock chiamato Winners, che si trasforma in vampiro. Per la parte Jessica Paré ha dovuto imparare a suonare realmente il basso. Il film è stato proiettato in anteprima al Toronto International Film Festival  del 2009, come parte del programma Contemporary World Cinema e Jessica Paré è inoltre candidata per la parte al Canadian Comedy Award alla miglior interpretazione femminile.

### Anni duemiladieci
Nel 2010 Jessica Paré è nella parte di una groupie nella commedia diretta da Steve Pink, Un tuffo nel passato (Hot Tub Time Machine). Nello stesso anno, appare inoltre nella commedia canadese sui pieceri del voyerismo Peepers, diretta da Seth W. Owen e proiettata all'interno del festival di Montréal Just for Laughs nel luglio del 2010.
Dal 2010 al 2015 è nel cast fisso della serie televisiva vincitrice di 4 Golden Globe e 15 Emmy Award, Mad Men, a partire dal secondo episodio della quarta stagione della serie, L'ospite inatteso (Christmas Comes But Once a Year) e per un totale di 49 episodi. Nella serie la Paré vi impersona Megan Calvet, ragazza canadese francofona, che da receptionist dell'agenzia pubblicitaria SCDP (Stewart Cooper Draper Pryce), diviene da prima segretaria di Don Draper, per passare a sua amante e infine a seconda moglie. Il ruolo di Megan, che diventa una delle protagoniste della quinta stagione della serie, vale all'attrice canadese svariate candidature e le fa vincere un Lucy Awards nel 2013. Contestualmente alla serie televisiva, l'attrice nel 2012 pubblica un singolo su 7" per l'etichetta discografica Lions Gate Records, dove canta la canzone Zou Bisou, Bisou, composta da Bill Shepherd e Alan Tew e originalmente cantata da Sophia Loren nel 1960 per il film La miliardaria (The Millionairess), che il personaggiod di Megan Calvet canta nell'episodio della quinta stagione della serie, Un piccolo bacio: Parte 1 (A Little Kiss (part 1), 2012), come suo "regalo" di compleanno al marito Don. Sempre nel 2012 viene anche inserita dalla rivista People nella lista delle 25 persone più belle dell'anno, rappresentando così una dei pochi cittadini canadesi ad aver mai ricevuto questo riconoscimento.
Nel 2011 Jessica Paré appare nel cortometraggio diretto da Nisha Ganatra Beholder, film che viene proiettato in anteprima all'interno della serie FutureStates sul canale ITVS. Lo stesso anno compare inoltre nel film The Mountie, conosciuto anche come The Way of the West e girato con il titolo di lavorazione Red Coat Justice nel 2009, un film western sulla polizia a cavallo del Nord Ovest, girato in una località remoto nelle vicinanze di Whitehorse, nello Yukon, e nel cortometraggio comico diretto da Mark Slutsky, Sorry, Rabbi. Nel 2012 Jessica Paré accompagna i Jesus and Mary Chain in due concerti a Buffalo, New York, e Toronto, cantando con loro sul palco il brano Just Like Honey. Nello stesso anno gira in Lussemburgo e Irlanda la commedia romantica distribuita nel 2014, Standby, dove interpreta la protagonista Alice. Sempre nel 2014 presta la voce ai personaggi di Betty Ann e Kristy Thomas nell'episodio Panthropologia (Panthropologie) della serie animata Robot Chicken.
Dal 2017 è nel cast fisso a partire dalla terza stagione della serie televisiva militaresca SEAL Team della rete televisiva CBS, in cui interpreta una dei protagonisti, Amanda "Mandy" Ellis, un'analista della CIA che, dopo il declassamento, si occupa degli interrogatori per conto dell'agenzia governativa statunitense. Nel 2019 doppia il personaggio di Chloe nell'episodio Doop-Doop/Britta's Tacos della quarta stagione della serie animata Marco e Star contro le forze del male (Star vs. the Forces of Evil).

### Anni duemilaventi
Nel 2020 doppia il personaggio di Sirque nell'episodio Nemico portatile (Portal Enemy) della seconda stagione della serie animata Big Hero 6 - La serie (Big Hero 6: The Series). Nello stesso anno è nel film drammatico diretto da Matt Bissonnette, Death of a Ladies' Man, che prende il titolo dall'omonimo brano di Leonard Cohen. Il film viene proiettato in anteprima il 24 settembre al Calgary International Film Festival e distribuito nei cinema canadesi e sulle piattaforme on demand il 12 marzo 2021. Tra 2021 e 2022 è anche alla regia di tre episodi della quarta, quinta e sesta stagione della serie SEAL Team di cui è protagonista. Sempre nel 2021 presta la voce al personaggio di Colette nel doppio episodio A Serious Flanders della serie animata I Simpson (The Simpsons).

## Vita privata
Nel 2007 sposa Joseph M. Smith, dal quale divorzia nel 2010. Dal 2012 ha una relazione col musicista John Kastner. La coppia ha un figlio, Blues Anthony Paré Kastner, nato nel marzo 2015. John Kastner aveva già una figlia, Summer Lee Kastner, avuta nel 2007 dall'ex moglie Nicole de Boer, attrice nota per il ruolo di Ezri Dax nella serie televisiva di fantascienza Star Trek: Deep Space Nine, con cui è rimasto sposato per 12 anni, dal 1999 al 2012.
Si dichiara vegana e cattolica praticante. Si definisce inoltre femminista, asserendo, in un'intervista rilasciata per la rivista di moda Fashion, «certamente che sono una femminista... se non sei per il trattamento paritario di uomini e donne, allora sei un fascista».
Parla inglese e francese.

## Filmografia

### Attrice

#### Cinema
- En vacances, regia di Yves Hanchar (2000)
- Stardom, regia di Denys Arcand (2000)
- Possible Worlds, regia di Robert Lepage (2000)
- L'altra metà dell'amore (Lost and Delirious), regia di Léa Pool (2001)
- Bollywood/Hollywood, regia di Deepa Mehta (2002)
- Posers, regia di Katie Tallo (2002)
- See This Movie, regia di David M. Rosenthal (2004)
- Appuntamento a Wicker Park (Wicker Park), regia di Paul McGuigan (2004)
- Jusqu'à toi, regia di Jennifer Devoldère (2009)
- The Trotsky, regia di Jacob Tierney (2009)
- Suck, regia di Rob Stefaniuk (2009)
- Caniformia, regia di Jessica Leigh Stevens - cortometraggio (2009)
- Un tuffo nel passato (Hot Tub Time Machine), regia di Steve Pink (2010)
- Peepers, regia di Seth W. Owen (2010)
- The Mountie, regia di Wyeth Clarkson (2011)
- Sorry, Rabbi, regia di Mark Slutsky - cortometraggio (2012)
- Standby, regia di Rob Burke e Ronan Burke (2014)
- Jessica Paré Can Eat Whatever She Wants, regia di Pat Bishop - cortometraggio (2014)
- Brooklyn, regia di John Crowley (2015)
- Lovesick, regia di Tyson Caron (2016)
- Brooklyn: Featurette - cortometraggio direct-to-video (2016)
- Another Kind of Wedding, regia di Pat Kiely (2017)
- Pie, regia di Adria Tennor - cortometraggio (2018)
- Death of a Ladies' Man, regia di Matt Bissonnette (2020)

#### Televisione
- The Baby-Sitters Club - serie TV, episodio 1x01 (1990)
- Bonanno - La storia di un padrino (Bonanno: A Godfather's Story), regia di Michel Poulette - film TV (1999)
- Un lupo mannaro americano a scuola (Big Wolf on Campus) - serie TV, episodio 1x16 (1999)
- Random Passage, regia di John N. Smith - miniserie TV, episodi 1x01-1x02 (2002)
- Napoléon, regia di Yves Simoneau - miniserie TV, episodi 1x01-1x02 (2002)
- The Death and Life of Nancy Eaton, regia di Jerry Ciccoritti - film TV (2004)
- La terra del ritorno (Lives of the Saints), regia di Jerry Ciccoritti - film TV (2004)
- Jack & Bobby - serie TV, 21 episodi (2004-2005)
- Life - serie TV, episodio 1x05 (2007)
- Protect and Serve, regia di Sergio Mimica-Gezzan - film TV (2007)
- Down to the Crossroads or How to Make a Movie 'Suck', regia di Rob Stefaniuk - documentario TV (2010)
- Mad Men - serie TV, 49 episodi (2010-2015)
- Futurestates - serie TV, episodio 2x01 (2011)
- Satisfaction - serie TV, episodio 1x05 (2013)
- The Interestings, regia di Mike Newell - film TV (2016)
- SEAL Team - serie TV, 76 episodi (2017-2022)
- Six - episodio 2x10 (2018)
- Atypical - serie TV, episodio 4x10 (2021)

#### Videoclip
- The Dandy Warhols Be Alright, regia di Courtney Taylor-Taylor (2018)

### Doppiatrice

#### Televisione
- Robot Chicken - serie animata, episodio 7x09 (2014)
- Marco e Star contro le forze del male (Star vs. the Forces of Evil) - serie animata, episodio 4x15 (2019)
- Big Hero 6 - La serie (Big Hero 6: The Series) - serie animata, episodio 2x20 (2020)
- I Simpson (The Simpsons) - serie animata, episodi 33x06-33x07 (2021)

### Regista
- SEAL Team - serie televisiva, episodi 4x10-5x03-6x02 (2021-2022)

## Discografia

### Singoli
- 2012 - Zou Bisou, Bisou

## Riconoscimenti
- Buenos Aires International Film Festival
  - 2021 - Candidata alla miglior attrice non protagonista per Death of a Ladies' Man
- Canadian Comedy Award
  - 2010 - Candidatura alla miglior interpretazione femminile per Suck[22]
- Fangoria Chainsaw Awards
  - 2011 - Candidatura alla miglior attrice non protagonista per Suck
- Gold Derby Awards
  - 2012 - Candidatura alla interprete rivoluzionaria dell'anno per Mad Men
- Online Film & Television Association
  - 2012 - Candidatura alla miglior attrice in una serie drammatica per Mad Men
- Screen Actors Guild Award
  - 2011 - Candidatura al miglior cast in una serie drammatica per Mad Men (condiviso con altri)
  - 2013 - Candidatura al miglior cast in una serie drammatica per Mad Men (condiviso con altri)
- Women in Film Lucy Awards
  - 2013 - Lucy Award per Mad Men

## Doppiatrici italiane
Nelle versioni in italiano delle opere in cui ha recitato, Jessica Paré è stata doppiata da: 
- Federica De Bortoli in L'altra metà dell'amore
- Rossella Acerbo in Napoléon
- Silvia Tognoloni in Appuntamento a Wicker Park
- Francesca Manicone in Jack & Bobby
- Gilberta Crispino in Mad Men
- Cristina Poccardi in Un tuffo nel passato
- Chiara Colizzi in Brooklyn
- Eleonora Reti in Seal team
- Domitilla D'Amico in I Simpson (A Serious Flanders)